# Intron (företag)
Intron var ett svenskt företag som utvecklade tv-spel och administrativa datorprogram. Företaget grundades av Peter Inser 1981. Namnet på företaget står för Insers Elektroner. Intron var Sveriges första professionella spelutvecklingsstudio som skapade kommersiella tv-spel och sysselsatte spelutvecklare på heltid.
Peter Inser var företagsekonom och hade arbetat på Philips avdelning för kontorsdatorer på 1970-talet. Där kom han i kontakt med tv-spelet Philips Videopac G7000 och fick i uppdrag att undersöka möjligheterna kring spel.
När Inser startade sitt eget företag Intron behöll han kontakten med Philips och fick i uppdrag att utveckla diverse spel till Videopac. Flera personer, däribland Göran Öhman, Erkka Suopanki och Gudmund Thorgeirsson anställdes för att skapa spel. Utvecklingen skedde på ett speciellt system vid namn PM4422 PMDS-2 (Philips Microcomputer Development Systems) som baseras på Unix.
Efter den amerikanska tv-spelskraschen 1983 blev lönsamheten i att utveckla tv-spel lidande för Philips. Intresset för hemdatorer växte under tidigt 1980-tal och det ledde till att Philips styrde om spelutvecklingen till MSX samt Philips egna satsning på datorn VG 5000. Intron utvecklade uppdaterade VG 5000-versioner av några av sina redan färdigställda Videopac-spel. Satsningen föll ej ut väl och Philips pausade spelutvecklingen. Därmed upphörde också verksamheten med att skapa spel hos Intron i januari 1985. Företaget fortsatte med administrativ programvara fram till 1997.

## Spel
- Frogger (1982, Videopac)
- Verkehrsspiele 1/Kinder im Verkehr (1982, Videopac)
- Verkehrsspiele 2 (1982, Videopac)
- Clay Pigeon (1983, Videopac)
- 53: Nightmare (1983, Videopac/Videopac+)
- 58: Air Battle (1983, Videopac+)
- 59: Helicopter Rescue (1983, Videopac+)
- 60: Trans-American Rally (1983, Videopac+)
- Buck Rogers: Planet of Zoom (1983, MSX)
- Congo Bongo (1983, MSX)
- 2: Le Fou Volant (1983, VG 5000)
- 3: US Rallye (1984, VG 5000)
- 11: Helicoptere (1984, VG 5000)